# Оттрау
О́ттрау (нем. Ottrau) — община в Германии, в земле Гессен. Подчиняется административному округу Кассель. Входит в состав района Швальм-Эдер.  Население составляет 2306 человек (на 31 декабря 2010 года). Занимает площадь 48,49 км².